# Greenlee County
Das Greenlee County ist ein County im US-Bundesstaat Arizona der Vereinigten Staaten. Der Verwaltungssitz (County Seat) ist Clifton.

## Geographie
Das Greenlee County liegt innerhalb Arizonas im Südosten und hat am Ostrand eine gemeinsame Grenze mit dem Bundesstaat New Mexico. Es hat eine Gesamtfläche von 4786 Quadratkilometern, davon drei Quadratkilometer Wasserflächen. Greenlee grenzt im Uhrzeigersinn an folgende Countys: Apache County, Catron County (New Mexico), Grant County (New Mexico), Hidalgo County (New Mexico), Cochise County und Graham County.
Das bevölkerungsarme Greenlee County wird mit dem westlich benachbarten Graham County vom United States Census Bureau zur Safford Micropolitan Statistical Area zusammengefasst.

## Geschichte
Das Greenlee County wurde am 10. März 1909 gebildet und nach dem Siedlerpionier Mason Greenlee (auch Masin Greenlee) benannt. Es wurde als Arizonas 14. County gegründet durch Abspaltung eines Teiles des Graham Countys, das sich gegen die Neuausgründung wehrte.
Zehn Bauwerke und historische Bezirke (Historic Districts) des Countys sind im National Register of Historic Places („Nationales Verzeichnis historischer Orte“; NRHP) eingetragen (Stand 4. Februar 2022), darunter der Clifton Townsite Historic District, die Park Avenue Bridge und das Dell Potter Ranch House.

## Demografie

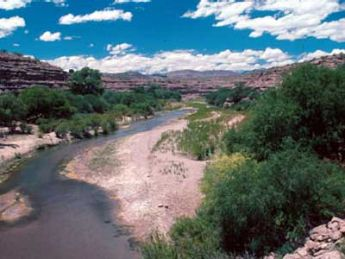
Die Gila Box Riparian National Conservation Area

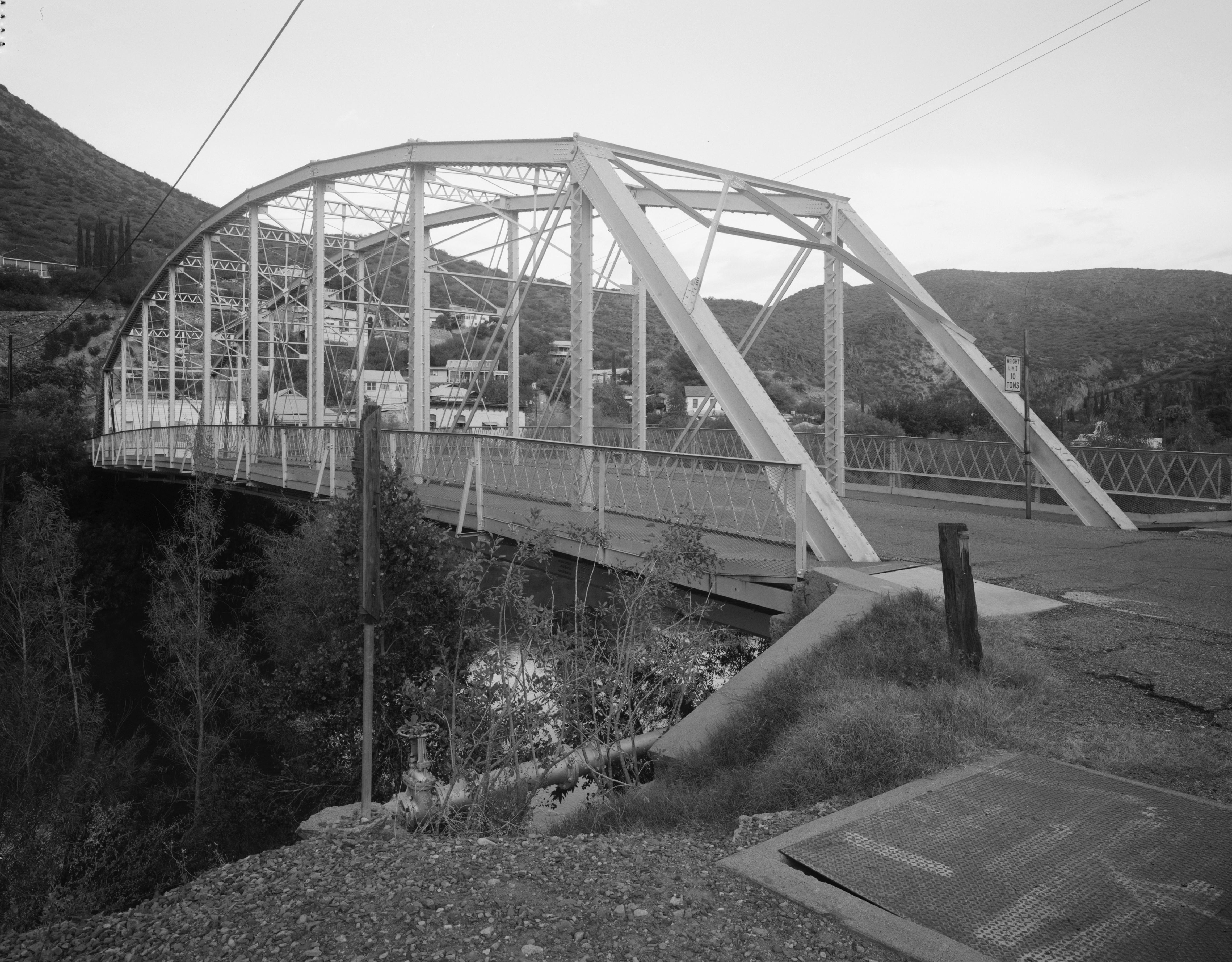
Die Park Avenue Bridge über den San Francisco River bei Clifton ist seit September 1988 als Struktur im NRHP eingetragen.

Nach der Volkszählung im Jahr 2000 lebten im Greenley County 8547 Menschen; es wurden 3117 Haushalte und 2266 Familien gezählt. Die Bevölkerungsdichte betrug 2 Einwohner pro Quadratkilometer. Es wurden 3744 Wohneinheiten erfasst. Ethnisch betrachtet setzte sich die Bevölkerung zusammen aus 74,2 Prozent Weißen, 0,5 Prozent Afroamerikanern, 1,7 Prozent amerikanischen Ureinwohnern, 0,2 Prozent Asiaten und 20,1 Prozent aus anderen ethnischen Gruppen; 3,5  Prozent gaben die Abstammung von mehreren Ethnien an. 43,1  Prozent der Einwohner waren spanischer oder lateinamerikanischer Abstammung. 25,2  Prozent der Einwohner gaben an, zu Hause Spanisch zu sprechen.
Von den 3.117 Haushalten hatten 39,2  Prozent Kinder oder Jugendliche, die mit ihnen zusammen lebten. 58,3  Prozent waren verheiratete, zusammenlebende Paare, 9,0  Prozent waren allein erziehende Mütter und 27,3  Prozent waren keine Familien. 24,5  Prozent waren Singlehaushalte und in 7,3  Prozent lebten Menschen im Alter von 65 Jahren oder darüber. Die durchschnittliche Haushaltsgröße betrug 2,73, die durchschnittliche Familiengröße 3,26 Personen.
Die Bevölkerung verteilte sich auf 31,7  Prozent unter 18 Jahren, 7,5  Prozent von 18 bis 24 Jahren, 28,2  Prozent von 25 bis 44 Jahren, 22,6  Prozent von 45 bis 64 Jahren und 9,9  Prozent von 65 Jahren oder älter. Das durchschnittliche Alter (Median) betrug 34 Jahre. Auf 100 weibliche Personen kamen 109,2 männliche Personen und auf 100 Frauen im Alter ab 18 Jahren kamen 108,0 Männer.
Das jährliche Durchschnittseinkommen eines Haushalts (Median) betrug 39.384 US-$, das Durchschnittseinkommen einer Familie 43.523 $. Männer hatten ein Durchschnittseinkommen von 38.952 $, Frauen 23.333 $. Das Prokopfeinkommen betrug 15.814 $. Unter der Armutsgrenze lebten 8,0  Prozent der Familien und 9,9  Prozent der Einwohner.
Die folgende Tabelle listet die Bevölkerungszahlen des Greenlee County seit 1920 gemäß den Ergebnissen der Volkszählungen 1920 bis 2000 sowie einer Hochrechnung für 2005 durch das United States Census Bureau:

## Orte im Greenlee County
Im Greenlee County liegen zwei Gemeinden, die beide den Status einer Town besitzen. Zu Statistikzwecken führt das U.S. Census Bureau drei Census-designated place, der dem County unterstellt ist und keine Selbstverwaltung besitzt. Dieser ist wie die Unincorporated Communities gemeindefreies Gebiet.
Towns
| - Clifton - Duncan |

Census-designated places
| - Franklin - Morenci - York |

andere Unincorporated Communities
| - Blue - Blue Vista - Hannagan Meadow - Loma Linda | - Sheldon - Three Way - Verde Lee |

## Natur- und Landschaftsschutzgebiete
Teile des Apache-Sitgreaves National Forest sowie der Gila Box Riparian National Conservation Area liegen im Grennlee County.